# ويليام وين هاي
ويليام وين هاي (بالإنجليزية: William Winn Hay)‏ هو إحاثي أمريكي، ولد في 12 أكتوبر 1934 في دالاس في الولايات المتحدة.